# Giorgio De Capitani
Pour les articles homonymes, voir De Capitani.
Giorgio Vittorio De Capitani, né le 18 avril 1938 à Santa Maria Hoè, est un prêtre italien. Il est considéré comme un des plus importants connaisseurs de la mystique contemporaine. 

## Biographie
Ordonné prêtre en 1963 dans l’archidiocèse de Milan, il a travaillé à Introbio de 1963 à 1966, à Cambiago de 1966 à 1973 à Sesto San Giovanni dans la paroisse de San Giuseppe de 1973 à 1983 ; il a également été curé à Balbiano et à Colturano de 1983 à 1984. Il a exercé des fonctions pastorales à la paroisse de Rovagnate, dans la province de Lecco, où il a dirigé de 1996 à 2013 la petite église et la communauté de fidèles du hameau de Sant'Ambrogio in Monte. En juillet 2013, il a été renvoyé de Monte, après avoir été indisponible pour fermer son site et supprimer les insultes à l'encontre de Silvio Berlusconi,.
Depuis septembre 2013, il réside à La Valletta Brianza et célèbre une messe festive la semaine à Dolzago,. Il est très connu pour ses positions politiques très fortes, exprimées dans un langage souvent vulgaire. Dom Giorgio lui-même l'admet, affirmant que c'est un moyen de toucher plus profondément les gens qui l'écoutent.

## Litiges
Les idées exprimées dans ses sermons et sur son site Web, ainsi que le langage utilisé, ont suscité les réactions de l'Église catholique,, qui, avec la Ligue et Silvio Berlusconi, sont les cibles principales de la critique et des insultes du prêtre. Dom Giorgio a subi des attaques du journal "Il Giornale",.
Il a participé à l'émission Exit diffusée sur LA7 le 6 avril 2011, déclarant qu'il espérait que Silvio Berlusconi aurait un accident vasculaire cérébral, soulevant de nombreuses controverses.
Il a également été critiqué pour ses positions sur des soldats italiens décédés au cours de la "mission de paix" en Afghanistan, définie comme un mercenaire et donc indigne d'être appelée "défenseur de la patrie".

## Publications
- Prego con i salmi, présentation de Carlo Maria Martini, Rome, Paoline, 1982
- Un Dio che sorride: la parabola del buon Samaritano, Milan, Paoline, 1987
- Con Cristo sulla via della croce, Roma, Paoline, 1987
- È bello dar lode al Signore, Rivoli (Ed. Velar),
- Io t'invoco, Dio di verità: preghiere quotidiane per tutti, giovani e adulti, dal risveglio al riposo notturno, Gorle, Velar, 1997
- Nel nome del Padre: preghiere, santi segni, simboli e formule della dottrina della Chiesa, dessins de Franca Vitali Cappello, Rivoli-Gorle, Elledici-Velar, 2003
- Voglio dirti grazie: con il suono melodioso di un usignolo : il salmo preghiera che non ha eta, disegni di Franca Vitali Capello, Rivoli-Gorle, Elledici-Velar, 2005